# Amioides grossidens
Amioides grossidens is een straalvinnige vissensoort uit de familie van de acropomaden (Acropomatidae). De wetenschappelijke naam van de soort werd voor het eerst geldig gepubliceerd in 1912 door Smith & Radcliffe.